# Ivan Šegedin
Ivan Šegedin (Split, 27. svibnja 1963.) hrvatski je skladatelj i utemeljitelj Festivala Marko Polo.

## Životopis
Živi u naselju Žrnovo, grad Korčula. Potječe iz skromne seljačke obitelji, rodne kuće akademika i književnika Petra Šegedina. Završio je Osnovnu školu u Žrnovu, a srednju školu u Korčuli. Na Sveučilištu u Dubrovniku upisuje Ekonomski fakultet. U Osnovnoj školi u Žrnovu pokazuje talent za glumu i glazbu putem raznih školskih aktivnosti (dramska, folklorna i glazbena grupa). 
Već kao srednjoškolac osnovao je glazbenu grupu The Rabits ('Zečevi'). S obzirom na to da je ova grupa prestala s radom za vrijeme njegova odlaska u vojsku, po povratku je osnovao grupu The Endemi, koju kao frontman održava 8 godina. Po njegovu odlasku, sastav je prestalo s radom. U međuvremenu, snima svoj prvi nosač zvuka za PGP RTB s 9 autorskih pjesama. Radi u HTP – u Korčula, zatim u trgovačkom poduzeću Gradina.[nedostaje izvor]
Godine 1990. uključuje se kao hrvatski dragovoljac u obranu Hrvatske, a usporedno s tim otvora i prvu samostalnu trgovačku radnju. Tijekom rata, na bojišnici piše skladbu Korčulanski Sinovi za koju 1993. godine snima spot u dubrovačkom zaleđu s hrvatskim braniteljima.
1996. godine organizira I. Međunarodni Marko Polo Festival pisme i vina, u koji ulaže svu svoju vlastitu imovinu. Već prve godine festivala njegova skladba Korčula je biser mora postaje svojevrsni simbol otoka Korčule.
Napisao je i uglazbio preko 300 skladbi i izdao preko 20 nosača zvuka. Njegove skladbe pjevaju razni izvođači i klape poput: Vinko Coce, Neda Ukraden, Boris Babarović (Crveni koralji), Vladimir Kočiš Zec (Novi fosili), Tihana Sabati, Zoran Jelenković, Nenad Vetma, Nenad Kero, klapa Kumpanji, klapa Luka Ploče, klapa Ošjak, Šima Jovanovac, Tamburaški sastav »Slavonski san«, Vesna Nežić Ružić, Marina Gradić, Zorica Andrijašević, Janja Jurić i ini. Mnoge skladbe posvetio je gradu Korčuli. Sudjelovao je na raznim festivalima u Hrvatskoj i osvajao nagrade: Melodije hrvatskog Jadrana, Zagrebfest, Melodije Mostara, Melodije hrvatskog juga. Pobjednik je Večeri pobjednika hrvatskih festivala, a sa skladbom Sveti Oče čuvaj nas nastupio je pred papom Ivanom Pavlom II. na splitskom Žnjanu. Dobitnik je nagrade „Ne damo te pismo naša” s Poljuda. 
Samostalan je umjetnik Republike Hrvatske, član je Hrvatskog društva skladatelja i Matice hrvatske, a za udruge „Liga za borbu protiv raka Pelješac - Korčula”, „Moje Sunce” i „Spasimo odjel srcem” KB Sestre Milosrdnice organizirao je humanitarne akcije i koncerte.
Bio je predsjednik Mjesnog odbora Žrnovo – Postrana. Dvadeset godina bio je tajnik Gradske organizacije HSS–a Grada Korčule.